# Molossinae
Molossinae es una subfamilia de murciélagos perteneciente a la familia Molossidae.

## Géneros
Se reconocen los siguientes:
- - Chaerephon, Dobson, (1874).

- - Cheiromeles, Horsfield, (1824).
- - Cynomops, Thomas, (1920).
- - Eumops, Miller, (1906).
- - Molossops, Peters, (1865).
- - Molossus, E. Geoffroy, (1805).
- - Mops, Lesson, (1842).
- - Mormopterus, Peters, (1865).
- - Myopterus, E. Geoffroy, (1818).
- - Nyctinomops, Miller, (1902).
- - Otomops, Thomas, (1913).
- - Platymops, Thomas, (1906).
- - Promops, Gervais, (1856).
- - Sauromys, Roberts, (1917).
- - Tadarida, Rafinesque, (1814).